# Electronic Game Show

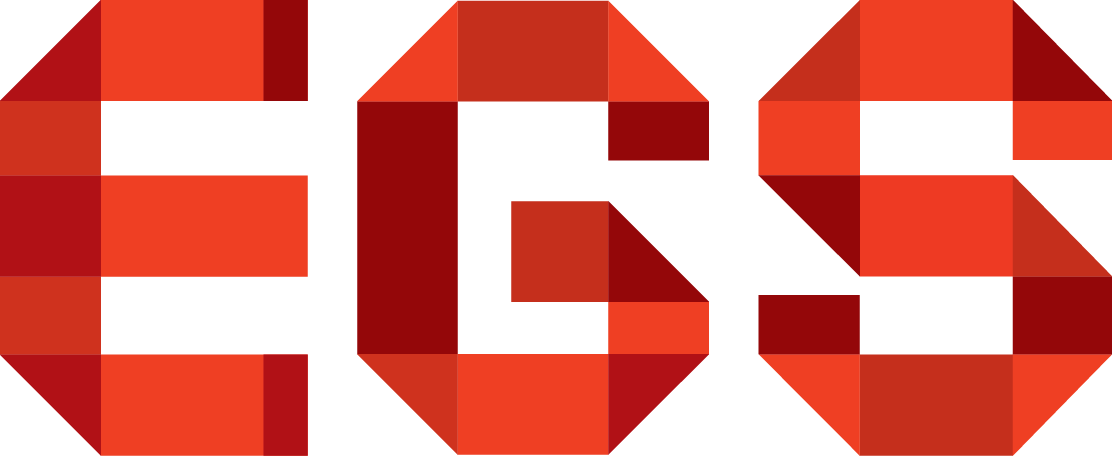
Logo de Electronic Game Show

Electronic Game Show, también conocido como EGS, es el evento de videojuegos más grande de México. Desde 2002, EGS se lleva a cabo normalmente el primer fin de semana de octubre en la Ciudad de México. La primera edición tuvo lugar durante el mes de mayo en el World Trade Center con una asistencia de alrededor de 30 000 personas y 38 diferentes expositores.
EGS fue creado con la finalidad de contribuir a potenciar la industria de videojuegos en México, que en 2002 prácticamente era inexistente. En ese entonces ninguna de las grandes marcas de la industria tenían representación en México y eran meramente distribuidores de productos. 
Hoy,[¿cuándo?] Electronic Game Show ofrece una plataforma donde convergen, por un lado, los gigantes de la industria: Xbox, PlayStation, Nintendo, Electronic Arts, Ubisoft, Activision, Warner, Disney Interactive y Konami, entre otras, y por otro, comunidades de desarrolladores de videojuegos independientes, influencers, y más de 40 mil asistentes mexicanos y latinoamericanos motivados por conocer las últimas novedades en videojuegos, consolas y dispositivos electrónicos próximos a su fecha de lanzamiento.
La edición 2015 se llevó a cabo los días 2, 3 y 4 de octubre en el centro de convenciones y exposiciones, Centro Banamex.
Algunas de las marcas participantes han sido: Bubbaloo, Ricolino, Barcel, Trident, Kellogg's, entre otros.